# Агентство журналистских расследований
Агентство журналистских расследований (АЖУР) — многопрофильная российская медиагруппа, действующая в Санкт-Петербурге. Состоит из ООО «АЖУР» и ООО «АЖУР-Медиа».
Было создано в 1998 году на базе Службы журналистских расследований, которая начала работать при издательском доме «Шанс» по инициативе А. Д. Баконина (Константинова). Он же стал генеральным директором и главным редактором АЖУР.
АЖУР выпускает еженедельники «Ваш тайный советник» и «МК в Питере», журнал «Город 812», интернет-газеты «Фонтанка.ру» и «47 Новостей из Ленинградской области», а также издаёт книги.
Деятельность АЖУРа помогла раскрытию ряда резонансных преступлений, совершённых в Санкт-Петербурге. АЖУР способствовал аресту Александра Малыша, подозреваемого в убийстве депутата Законодательного собрания Санкт-Петербурга Виктора Новосёлова, а также лидера банды, совершившей ряд разбойных нападений и убийств, Андрея Телепина («Телепата») и его сообщников, разоблачению рейдерских захватов и неонацистских группировок (в частности, Mad Crowd и БТО).